# Dominik Nitsche
Dominik Nitsche (1990) is een professionele pokerspeler uit Duitsland. Hij won zowel tijdens de World Series of Poker 2012 als de World Series of Poker 2014 een $1.000 No Limit Hold'em-toernooi. Enkele weken voor zijn overwinning tijdens de WSOP 2014 won Nitsche het $10.000 WSOP National Championship, dat onderdeel uitmaakt van het WSOP Circuit-seizoen 2013/2014 en sinds 2011 ook een officiële WSOP-titel oplevert. Hierdoor werd Nitsche op zijn 23ste de jongste winnaar van een derde bracelet ooit. Hij verbeterde het record van Phil Ivey, die 26 jaar was toen hij zijn derde bracelet won.
Nitsche won tijdens seizoen 11 van de World Poker Tour ook zijn eerste WPT-titel, tijdens een toernooi in Johannesburg. Zijn beste resultaat op de World Series of Poker Europe is een derde plek die hij bepaalde tijdens het Main event in 2013.
Nitsche won tot en met maart 2018 meer dan $13.630.000 met pokertoernooien.

## World Series of Poker bracelets
| Jaar                                    | Toernooi                                           | Prijs      |
| --------------------------------------- | -------------------------------------------------- | ---------- |
| World Series of Poker 2012              | $1.000 No Limit Hold'em                            | $654.797   |
| World Series of Poker Circuit 2013/2014 | $10.000 WSOP National Championship                 | $352.800   |
| World Series of Poker 2014              | $1.000 No Limit Hold'em                            | $335.659   |
| World Series of Poker Europe 2017       | €111.111 High Roller for One Drop No Limit Hold'em | €3.487.463 |